# Barnabas Bidwell

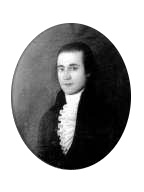
Barnabas Bidwell

Barnabas Bidwell (* 23. August 1763 in Monterey, Berkshire County, Province of Massachusetts Bay; † 27. Juli 1833 in Kingston, Oberkanada) war ein US-amerikanischer Politiker. Zwischen 1805 und 1807 vertrat er den Bundesstaat Massachusetts im US-Repräsentantenhaus.

## Werdegang
Barnabas Bidwell besuchte bis 1785 das Yale College. Nach einem Jurastudium an der Brown University in Providence (Rhode Island) und seiner 1805 erfolgten Zulassung als Rechtsanwalt begann er in Stockbridge in diesem Beruf zu arbeiten. Politisch wurde er Mitglied der Ende der 1790er Jahre von Thomas Jefferson gegründeten Demokratisch-Republikanischen Partei. Zwischen 1801 und 1804 saß er im Senat von Massachusetts; von 1805 bis 1807 gehörte er dem Repräsentantenhaus dieses Staates an.
Bei den Kongresswahlen des Jahres 1804 wurde Bidwell im zwölften Wahlbezirk von Massachusetts in das US-Repräsentantenhaus in Washington, D.C. gewählt, wo er am 4. März 1805 die Nachfolge von Simon Larned antrat. Nach einer Wiederwahl konnte er bis zu seinem Rücktritt am 30. August 1810 im Kongress verbleiben. Gleichzeitig mit seiner Kongressmitgliedschaft war Bidwell auch Attorney General von Massachusetts. Wenig später floh er nach Oberkanada, um einer Anklage wegen einer zwischenzeitlich aufgedeckten Geldunterschlagung zu entgehen. Dort versuchte er seine politische Laufbahn fortzusetzen. Er wurde in die Legislativversammlung von Oberkanada gewählt. Dort wurde ihm jedoch nach heftigen Debatten mit 17:16 Stimmen die Mitgliedschaft verwehrt, weil er als Flüchtling vor dem Gesetz angesehen und daher als moralisch ungeeignet betrachtet wurde. Er starb am 27. Juli 1833.